# اپیکلروهیدرین
اپیکلروهیدرین یا (ECH) یک ترکیب آلی کلر و یک اپوکساید است و برخلاف نامش هالوهیدرین نیست. این ماده، بیرنگ، مایع با بوی تندی شبیه بوی سیر است، به صورت متوسط در آب حل می‌شود اما در حلال‌های آلی قطبی به خوبی دچار امتزاج می‌شود. این ماده به شدت واکنش پذیر است و از آن در تولید گلیسیرین، پلاستیک‌ها، چسب‌ها و صمغ اپوکسی و الاستومر استفاده می‌شود.
اپیکلروهیدرین در تماس با آب به ۳-ام‌سی‌پی‌دی که ماده‌ای سرطان زا در مواد خوراکی است، هیدرولیز می‌شود.

## ایمنی
اپیکلروهیدرین بر اساس اعلام چندین آژانس و گروه علمی در ردهٔ احتمالاً سرطانزا برای انسان جای دارد. ورود درصد بالایی از این ماده به مدت طولانی به بدن (از طریق دهان) می‌تواند منجر به مشکلات معده‌ای و خطر سرطان شود. تماس تنفسی با این ماده می‌تواند منجر به ناراحتی ریه و خطر سرطان ریه شود.